# Speculum: A Journal of Medieval Studies
Speculum: A Journal of Medieval Studies est une revue universitaire trimestrielle publiée par University of Chicago Press au nom de la Medieval Academy of America. La revue, fondée en 1926 par Edward Kennard Rand, est largement considérée comme la revue la plus prestigieuse  concernant les études médiévales. La revue est centrée principalement sur la période allant de 500 à 1500 en Europe occidentale, mais couvre également des sujets connexes tels que les études byzantines, hébraïques, arabes, arméniennes et slaves. En 2019, l' éditeur est Katherine L. Jansen .

## Historique
La création du journal a été proposée en 1921 lors d'une réunion de la Modern Language Association; l'orientation du journal était interdisciplinaire dès le début; l'un des commentateurs du premier numéro de la revue relève l'intérêt particulier pour  le latin médiéval.

## Organisation
Les membres du comité éditorial sont nommés par le Conseil de l'Académie Médiévale sur recommandation de l'éditeur de Speculum, zt ont un mandat de quatre ans. Le comité de rédaction examine les articles soumis à Speculum, fait des recommandations concernant les politiques et les pratiques éditoriales, évalue et approuve les numéros spéciaux, recommande des lecteurs pour les articles soumis, et conseille l'éditeur.

## Politique de publication
La préférence est donnée aux articles présentant un intérêt pour les lecteurs de plus d'une discipline et au-delà de la spécialité en question. Les articles qui adoptent une approche plus globale des études médiévales sont également les bienvenus, en particulier lorsque le sujet est lié à un ou plusieurs des domaines d'étude fondamentaux décrits ci-dessus. Les soumissions qui s'adressent à un large échantillon de médiévistes sont fortement encouragées.
Les articles sur des sujets interdisciplinaires ou les articles qui abordent de grandes questions sont encouragés. L'audience  de Speculum est pluridisciplinaire, et les s'adressent à un large public de médiévistes.
Des traductions et éditions plus longues, les ensembles de données et les annexes peuvent être publiés, mais dans l'édition en ligne de la revue.
Speculum accepte les des articles de chercheurs en début de carrière et des auteurs qui n'ont pas encore publié d'article dans Speculum. Pour permettre le renouvellement, le comité de rédaction souhaite ue les auteurs attendent cinq ans après la publication d'un article dans Speculum avant d'en soumettre un autre.